# Ibn Fadlalah al-Umari
Šihab al-Din Abu al-Abas Ahmed Ibn Fadlalah al-Umari (arabsko شهاب الدين أبو العبّاس أحمد بن فضل الله العمري, latinizirano: Shihāb al-Dīn Abū al-ʿAbbās Aḥmad ibn Faḍlallāh al-ʿUmarī), znan kot Ibn Fadlalah al-Umari ali Ibn Fadl Alah al-Umari je bil arabski zgodovinar, rojen v Damasku, * 	12. junij 1301, Damask, † 1. marec 1349. 
Med njegova glavna dela spadata at-Taʾrīf bi-al-muṣṭalaḥ ash-sharīf, ki opisuje mameluško upravo, in Masālik al-abṣār fī mamālik al-amṣār, enciklopedična zbirka z njo povezanih informacij.
Ibn Fadlalah je bil učenec islamskega sunitskega učenjaka Ibn Tajmije. Kmalu po romanju  malijskega Manse Kankana Muse I. v Meko je obiskal Kairo. Njegovi zapisi so eden glavnih virov za ta legendarni hadž. Zapisal je, da je Mansa razdelil toliko zlata, da je njegova vrednost v Egiptu desetletje zatem padla. Zgodba se pogosto ponavlja pri opisovanju bogastva Malijskega cesarstva.
Zapisal je zgodbe Kankana Muse o prejšnjem malijskem vladarju. Trdil je, da se je prejšnji vladar odrekel prestolu, da bi odpotoval v deželo čez ocean, zaradi česar je sodobni malijski zgodovinar Gaoussou Diawara teoretiziral, da je Abu Bakr II. dosegel Ameriko dolgo pred Krištofom Kolumbom.
Gaudefroy-Demombynes je bil prepričan, da je al-Umari napisal Masalik al-Absar med letoma 1342 in 1349, vendar dokazi kažejo, da sta bili vsaj poglavji o Egiptu in Siriji ter del, ki pokriva Malijsko cesarstvo, napisani v letih 1337-1338.
Marca 1339 je bil al-Umari po prepiru s sultanom aretiran. Njegov oče je sultana prepričal, da mu prizanese, in al-Umari je bil obsojen na hišni pripor. Kasneje je imel še en konflikt s sultanom in bil aretiran in oktobra 1339 izpuščen. Kasneje se je preselil v Damask in tam delal kot tajnik od avgusta 1340 do maja ali junija 1343.

## Deli
- At-Taʾrīf bi-al-muṣṭalaḥ ash-sharīf
- Masālik al-abṣār fī mamālik al-amṣār[7][8][9][10]

## Vir
- Yasemin Gökpinar. Der ṭarab der Sängersklavinnen: Masālik al-abṣār fī mamālik al-amṣār von Ibn Faḍlallāh al-ʿUmarī (gest. 749/1349): Textkritische Edition des 10. Kapitels Ahl ʿilm al-mūsīqī mit kommentierter Übersetzung, Ergon Verlag, Baden-Baden 2021.